# Uroobovella varians
Uroobovella varians es una especie de arácnido del orden Mesostigmata de la familia Urodinychidae.

## Distribución geográfica
Se encuentra en Bélgica y Rumania.